# Allalingletscher
Allalingletscher – lodowiec o długości 6 km (2005 r.) i powierzchni 9,9 km² (1973 r.). Jest położony w  Alpach Pennińskich niedaleko szczytu Allalinhorn w kantonie Valais w Szwajcarii.